# Division 3 (Francia)
La Division 3 è stata la terza serie calcistica del sistema del campionato francese di calcio dal 1971 al 1993. La divisione operava un sistema di promozioni e retrocessioni all'interno della piramide calcistica francese, prevedendo un numero variabile di promozioni in Division 2 e di retrocessioni prima in Division d'Honneur e poi in Division 4. Il campionato è rimasto attivo fino al 1993, quando fu sostituito dal Championnat National 2, nonostante il quarto livello della piramide fosse diventato il Championnat National.

## Formula
Il campionato, al quale potevano partecipare anche squadre amatoriali e selezioni riserve (sebbene queste ultime non potessero ottenere la promozione), prevedeva 6 gironi, ognuno da 16 squadre, per un totale di 96 partecipanti. Ogni girone sanciva una promozione e tre retrocessioni verso la quarta serie, rappresentata prima dalla Division d'Honneur e poi, dal 1978, dalla Division 4.
Al fine di decretare una squadra campione il campionato includeva anche una fase di play-off, alla quale partecipavano le otto vincenti dei gironi, strutturata in un gironcino e in una finale secca.

## Storia
Nel 1971 la federazione calcistica francese dismise il Championnat de France Amateur, che non era collegato alle serie superiori, sostituendolo con la neonata Division 3, che prevedeva un sistema di promozioni e retrocessioni con la Division 2. Fu creata seguendo il concetto di "campionato aperto", che ammetteva squadre professionistiche, semiprofessionistiche e amatoriali.
Nel 1993 il campionato fu abbandonato venendo sostituito dal Championnat National e dal Championnat National 2.

## Albo d'oro
| Anno      | Vincitore         | Finalista       |
| --------- | ----------------- | --------------- |
| 1971-1972 | Nancy 2           | Rapid Menton    |
| 1972-1973 | Vittel            | Quevilly-Rouen  |
| 1973-1974 | Nantes 2          | Amiens          |
| 1974-1975 | Bastia 2          | Malakoff        |
| 1975-1976 | Nœux-les-Mines    | Sochaux 2       |
| 1976-1977 | Saint-Étienne 2   | Nantes 2        |
| 1977-1978 | Sochaux 2         | Amiens          |
| 1978-1979 | INF Vichy         | Metz 2          |
| 1979-1980 | Saint-Étienne 2   | Strasburgo 2    |
| 1980-1981 | AS Strasburgo     | Fontainebleau   |
| 1981-1982 | AS Strasburgo     | Olympique Alès  |
| 1982-1983 | Tolosa 2          | Nantes 2        |
| 1983-1984 | Auxerre 2         | --              |
| 1984-1985 | Nizza 2           | Auxerre 2       |
| 1985-1986 | Auxerre 2         | Gazélec Ajaccio |
| 1986-1987 | Sochaux 2         | Châtellerault   |
| 1987-1988 | Auxerre 2         | Monaco 2        |
| 1988-1989 | Nizza 2           | Chaumont        |
| 1989-1990 | Auxerre 2         | Rodez           |
| 1990-1991 | Sedan             | Auxerre 2       |
| 1991-1992 | Auxerre 2         | Charleville     |
| 1992-1993 | Olympique Lione 2 | Auxerre 2       |